# صموئيل أغيلار
صموئيل أغيلار (بالإسبانية: Samuel Aguilar)‏ (16 مارس 1933 بباراغواي - 12 مايو 2013 بفيرناندو دي لا مورا في باراغواي) هو لاعب كرة قدم باراغواياني في مركز حراسة المرمى، شارك في كأس العالم 1958. وشارك مع منتخب باراغواي لكرة القدم. أما مع النوادي، فقد لعب مع أوليمبيا أسونسيون ونادي ليبرتاد وClub Sport Colombia ‏ وديبورتيفو بيريرا.

## وصلات خارجية
- صموئيل أغيلار على موقع الاتحاد الدولي (مؤرشف)  (الإنجليزية)
- صموئيل أغيلار على موقع قاعدة بيانات كرة القدم.إي يو (الإنجليزية)
- صموئيل أغيلار على موقع عالم كرة القدم.نت (الإنجليزية)